# Xã Fort Ripley, Quận Crow Wing, Minnesota
Xã Fort Ripley (tiếng Anh: Fort Ripley Township) là một xã thuộc quận Crow Wing, tiểu bang Minnesota, Hoa Kỳ. Năm 2010, dân số của xã này là 883 người.